# 배기면
배기면(裵基冕, 1949년 ~ 1992년 6월 30일)은 대한민국의 전 축구 선수이자 축구 감독이다. 포지션은 풀백이었다. 선수 시절 뛰어난 순발력과 지구력을 활용해 넓은 활동 범위를 가지는 오버래핑의 대명사로 알려져 있으며, 감독으로서는 조직력을 중시하는 축구를 선호했던 것으로 평가되었다.

## 선수 경력

### 클럽
전라북도 완주군 출신으로 전주북중학교, 한양공업고등학교를 거쳤으며, 1967년 한양대학교에 입학해 활약하였다. 이후 1969년 양지 축구단에 입대했으며, 같은 해 개최된 '수재민 구호 자선 축구 경기'에서 '군 선발팀'의 일원으로 참여하였다. 그 뒤 1970년 양지가 해체되자 육군 축구단에 편입되었으며, 아시안 챔피언 클럽 토너먼트 1971 참가 명단에 선발되어 본선에 참여해 팀의 4강 진출에 공헌하였다. 또한 그 해 대통령배 전국축구대회 당시 신탁은행 축구단과의 8강전에서 승부차기 마지막 키커로 나서 성공시키는 등 팀의 우승에 기여했으며, 같은 해 전국실업축구연맹전 추계 대회 당시 서울은행 축구단을 상대로 득점을 기록했으나 팀은 결승 진출에 실패하였다.
이후 1972년 육군에서 제대한 뒤 외환은행 축구단에 입단할 것으로 예상되었으나 최종적으로 한양대학교로 복학해 잠시 활약했으며, 1972년 새로 창단 준비중인 포항제철 축구단에 입단하기로 합의하였다. 그리고 1973년 5월 3일 포항제철 축구단이 정식으로 창단하자 원년 멤버로 합류했으며, 그 해 제철소 준공 기념으로 열린 신일본제철 축구단과의 '한일 친선 실업축구대회'에 팀의 일원으로 참가하였다. 또한 1974년 대통령배 전국축구대회 당시 성균관대학교와의 결승전에서 이회택의 결승골에 관여하는 등의 활약으로 팀이 우승을 차지하는 데 기여했으며, 1975년 전국실업축구연맹전 춘계 대회에서 몇 차례 공격 포인트를 기록해 팀의 대회 우승에 일조하였다. 그 뒤 1976년 선수 은퇴를 선언하였다.

### 국가대표팀
1968년 아시아 청소년 축구 선수권 대회에 대한민국 U-20 국가대표팀의 일원으로 참가했으며, 홍콩과의 경기에서 경기에서 추가골을 득점하며 팀의 4-1 대승을 이끌었다. 또한 말레이시아와의 경기에서 김인권의 선제골을 어시스트하며 팀의 4-0 승리에 일조하는 등 뛰어난 활약을 펼쳤으나, 버마와의 4강전에서 부상으로 경기에 나서지 못했고 대표팀은 1-1로 무승부를 이룬 뒤 추첨 결과 탈락이 확정되어 좋은 성과를 거두지 못했다.
이후 1970년 대한민국 국가대표팀 이원화 원칙에 따라 국가대표 B팀이 신설되자 배기면은 B팀인 백호팀에 포함되었으며, 같은 해 열린 자카르타 창립 기념대회에 출전하였다. 또한 1972년에는 제1회 한일 정기전의 '대학 선발팀' 명단에 포함되기도 했으며, 같은 해 열린 킹스컵에도 출전해 싱가포르와의 3-4위전에서 국가대표팀에 정식으로 데뷔하였다.

## 지도자 경력
은퇴 이후 1976년 통진종합고등학교의 코치로 합류했으며, 1977년 한양대학교의 코치로 선임되었다. 그리고 1979년 최은택 감독을 보좌하며 팀의 전국대학축구연맹전 춘계 대회 우승을 견인한 뒤 지도자 코치상을 수상했으며, 그 해 팀에 전국대학축구선수권대회 우승을 안기며 지도자 코치상을 수상하였다. 또한 같은 해 태국에서 개최된 퀸스컵에 팀의 일원으로 참여했으며, 1982년 대한민국 대학생 국가대표팀의 코치로 임명되어 유판순 감독과 함께 멕시코에서 개최된 세계 대학생 선수권 대회에 참가하였다.
이후 1982년 최은택의 후임으로 한양대학교의 감독에 부임했으며, 1983년 전국축구선수권대회에서 팀의 우승을 이끌며 지도자 감독상을 수상하였다. 그리고 1986년 팀의 전국대학축구선수권대회 2연패를 이루어내 지도자 감독상을 수상하였고, 1987년 대한민국 유니버시아드 국가대표팀의 코치로 임명되어 김기복 감독을 보좌하게 되었다. 유니버시아드 본선에서는 소련과의 결승전에서 패해 준우승을 기록했으나 결승전을 앞두고 일부 대표팀 선수들이 포상금을 요구했다는 의혹으로 인해 김창기, 김기복과 함께 대회 이후 대한축구협회로부터 사실 관계를 조사받기도 했으며, 대회 이후 대표팀 선수들과 함께 체육포장을 수여받았다. 하지만 1989년 벌어진 연세대학교와의 전국대학축구연맹전 춘계 대회 경기 도중 주심의 판정에 항의하며 경기를 2분여간 중단시키다 퇴장당해 비판을 받기도 했다.
그 뒤 1990년 한국대학축구연맹 상벌이사를 역임했으며, 전국대학축구연맹전 추계 대회에서 다시 한 번 팀을 정상에 올려 지도자 감독상을 수상하였다. 또한 같은 해 퀸스컵에 나서 팀의 대회 3연패에 기여했으며, 1991년 유니버시아드 대표팀의 감독을 맡아 결승전에서 네덜란드를 꺾고 대표팀의 사상 첫 유니버시아드 우승에 크게 기여하였다. 그리고 그 해 팀의 전국대학축구선수권대회 우승에 일조하며 지도자 감독상을 수상했으며, 1992년 아시아 청소년 축구 선수권 대회에 출전할 대한민국 U-20 국가대표팀 감독 중 한 명으로 검토되었으나 최종적으로는 박상인이 낙점되었다.

## 사망
지병으로 고혈압을 앓고 있던 도중 1992년 6월 30일 뇌출혈로 세상을 떠났으며, 유해는 전라북도 완주군 삼례면의 선영에 안장되었다.

## 기타
1975년 11월 8일 배우자와 결혼식을 올렸다.
1977년에 배기면이 한양대학교에서 활동할 당시 코치였던 박경호에게 당시 한양대학교 소속의 다른 선수들과 함께 기념 반지를 마련하였다.
1983년 '축구선수의 체력에 관한 연구'라는 논문을 작성해 한양대학교 체육학과 석사 학위를 취득했으며, 이후 체육학과의 교수로 재직하가도 했다.

## 선수 및 지도자 기록

### 클럽
- 1969년: 양지 축구단
- 1970년 ~ 1972년: 육군 축구단
- 1973년 ~ 1976년: 포항제철 축구단

### 국가대표팀
- 1968년
  - 아시아 청소년 축구 선수권 대회 국가대표 (U-20)
- 1970년
  - 자카르타 창립 기념대회 국가대표 (B팀)
- 1972년
  - 킹스컵 국가대표

### 지도자
- 1976년: 통진종합고등학교 (코치)
- 1977년 ~ 1982년: 한양대학교 (코치)
- 1982년 ~ 1992년: 한양대학교
- 1987년: 대한민국 유니버시아드 (코치)
- 1991년: 대한민국 유니버시아드

## 수상 경력

### 클럽
- 양지 축구단
  - 아시안 챔피언 클럽 토너먼트 준우승 1회 : 1969년
- 육군 축구단
  - 대통령배 전국축구대회 우승 1회: 1971년
  - 전국축구선수권대회 우승 1회: 1970년
- 포항제철 축구단
  - 대통령배 전국축구대회 우승 1회: 1974년
  - 전국실업축구연맹전 우승 1회: 1975년 춘계

### 국가대표팀
- 자카르타 창립 기념대회 준우승 1회: 1970년 (B팀)

### 감독
- 유니버시아드
  - 우승 1회: 1991년
  - 준우승 1회: 1987년 (코치)
- 퀸스컵
  - 우승 6회: 1977년 (코치), 1984년, 1988년, 1989년, 1990년, 1991년
  - 준우승 1회: 1982년
- 전국축구선수권대회
  - 우승 1회: 1983년
  - 준우승 1회: 1980년 (코치)
- 대통령배 전국축구대회
  - 우승 1회: 1977년 (코치)
- 전국대학축구선수권대회
  - 우승 4회: 1979년 (코치), 1985년, 1986년, 1991년
  - 준우승 1회: 1978년 (코치)
- 전국대학축구연맹전
  - 우승 6회: 1979년 춘계 (코치), 1981년 춘계 (코치), 1982년 춘계 (코치), 1984년 춘계, 1984년 추계, 1990년 추계
  - 준우승 4회: 1988년 춘계, 1988년 추계, 1989년 춘계, 1991년 춘계

### 개인
- 1979년 전국대학축구연맹전 춘계 지도자 코치상
- 1979년 전국대학축구선수권대회 지도자 코치상
- 1983년 전국축구선수권대회 지도자 감독상
- 1987년 체육포장
- 1990년 전국대학축구연맹전 추계 지도자 감독상
- 1991년 전국대학축구선수권대회 지도자 감독상